# Matejki
Matejki [maˈtɛi̯ki] est un village polonais de la gmina de Sterdyń dans le powiat de Sokołów et dans la voïvodie de Mazovie, au centre-est de la Pologne.
Il est situé à environ 9 kilomètres à l'est de Sterdyń, 23 kilomètres au nord-est de Sokołów Podlaski et à 104 kilomètres au nord-est de Varsovie.